# Ejecta
Con il termine ejecta (dal latino: "cose gettate", singolare ejectum) si intendono particelle espulse da un'area. In particolare, in vulcanologia, si utilizza per riferirsi a diverse particelle, tra cui materiali piroclastici (tephra) che emergono da un'eruzione esplosiva o da un'eruzione magmatica o da un cratere, e che hanno viaggiato attraverso l'aria o sott'acqua, ricadendo poi sulla superficie della Terra o sul fondo dell'oceano.

## Vulcanologia
Tipicamente, in vulcanologia, l'ejecta è il risultato di un'eruzione esplosiva. In un'eruzione esplosiva, grandi quantità di gas si dissolvono in lava estremamente viscosa; questa lava schiuma in superficie fino a quando il materiale non viene espulso rapidamente a causa della pressione intrappolata. A volte, si forma un tappo di lava o un collo vulcanico dalla lava che si solidifica all'interno della bocca del vulcano, causando l'accumulo di calore e di pressione fino a raggiungere un estremo. Quando il blocco si rompe si verifica un'eruzione più violenta, che causa l'espulsione dei materiali dal vulcano.

## Geologia planetaria
Nella geologia planetaria, il termine "ejecta" include anche detriti espulsi durante la formazione di un cratere meteoritico.
Quando un oggetto abbastanza massiccio colpisce un altro oggetto con una forza sufficiente, crea un'onda d'urto che si diffonde dall'impatto. L'oggetto si rompe scava nel terreno e nella roccia, producendo allo stesso tempo materiale, noto come ejecta da impatto. Questo materiale espulso è distribuito verso l'esterno dal bordo del cratere come detriti; può essere materiale sciolto o una coltre di detriti, che si assottiglia nelle regioni più esterne.
Se una quantità sufficiente di materiale espulso viene depositata attorno a un cratere meteoritico, può formare una coltre di materiale espulso; questa coltre è costituita da polvere e detriti originati dall'impatto iniziale. La dimensione del cratere e la quantità di materiale espulso possono essere utilizzati per determinare la dimensione dell'oggetto che ha provocato l'impatto e la sua intensità.
La mancanza di materiale espulso da impatto attorno alla formazione Eden Patera sulla superficie di Marte, è stata una delle ragioni per sospettare negli anni 2010 che si trattasse di una caldera vulcanica collassata e non di un cratere da impatto.

## Astronomia ed eliofisica
In astrofisica o eliofisica, con ejecta ci si riferisce al materiale espulso in un'esplosione stellare, come in una supernova o in un'espulsione di massa coronale (CME).